# Plinia subavenia
Plinia subavenia là một loài thực vật có hoa trong Họ Đào kim nương. Loài này được Sobral mô tả khoa học đầu tiên năm 2006.